# Cmentarz wojenny nr 272 – Przyborów
Cmentarz wojenny nr 272 – Przyborów – cmentarz z I wojny światowej znajdujący się we wsi Przyborów w województwie małopolskim, w powiecie brzeskim, w gminie Borzęcin. Jest jednym z 400 zachodniogalicyjskich cmentarzy wojennych zbudowanych przez Oddział Grobów Wojennych C. i K. Komendantury Wojskowej w Krakowie. W VIII okręgu brzeskim cmentarzy tych jest 52. 

## Położenie
Znajduje się w zachodniej części miejscowości Przyborów, po prawej stronie drogi Brzesko-Szczurowa. Położony jest pomiędzy zabudowaniami wsi, na niewielkim piaszczystym wzgórku

## Opis cmentarza
Zbudowany jest na planie prostokąta. Pochowano na nim 103 żołnierzy austro-węgierskich i 27 żołnierzy rosyjskich. Pomnikiem centralnym jest wysoki betonowy krzyż z umieszczoną pod nim tablicą z inskrypcją w języku niemieckim:
+ 1914-1915

SOLDATENTOD

IST HEILIG UND BRICHT

DES HASSENS GEBOT.

FREUND UND FEIND, VON

WUNDEN VERSÄHRT

SIND DER GLEICHEN

LIEBE UND EHRE WERT.
Żołnierska śmierć jest święta i łamie wszelki nakaz nienawiści. Przyjaciel czy wróg, niech nikt nie pamięta jednaką cześć i miłość winniśmy im w darze.
Na grobach brak jest tabliczek imiennych. Cmentarz projektował Robert Motka.

## Bibliografia

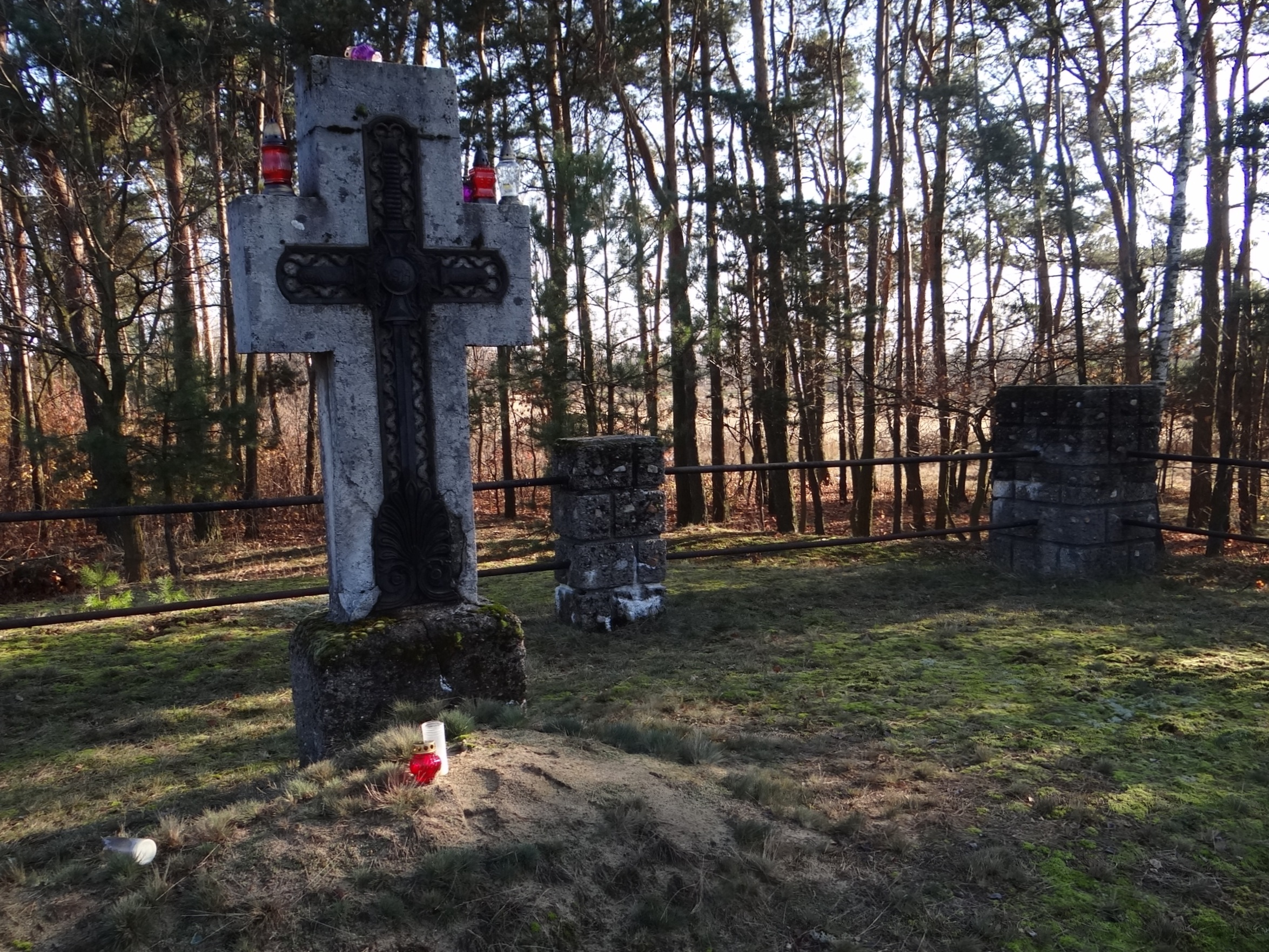
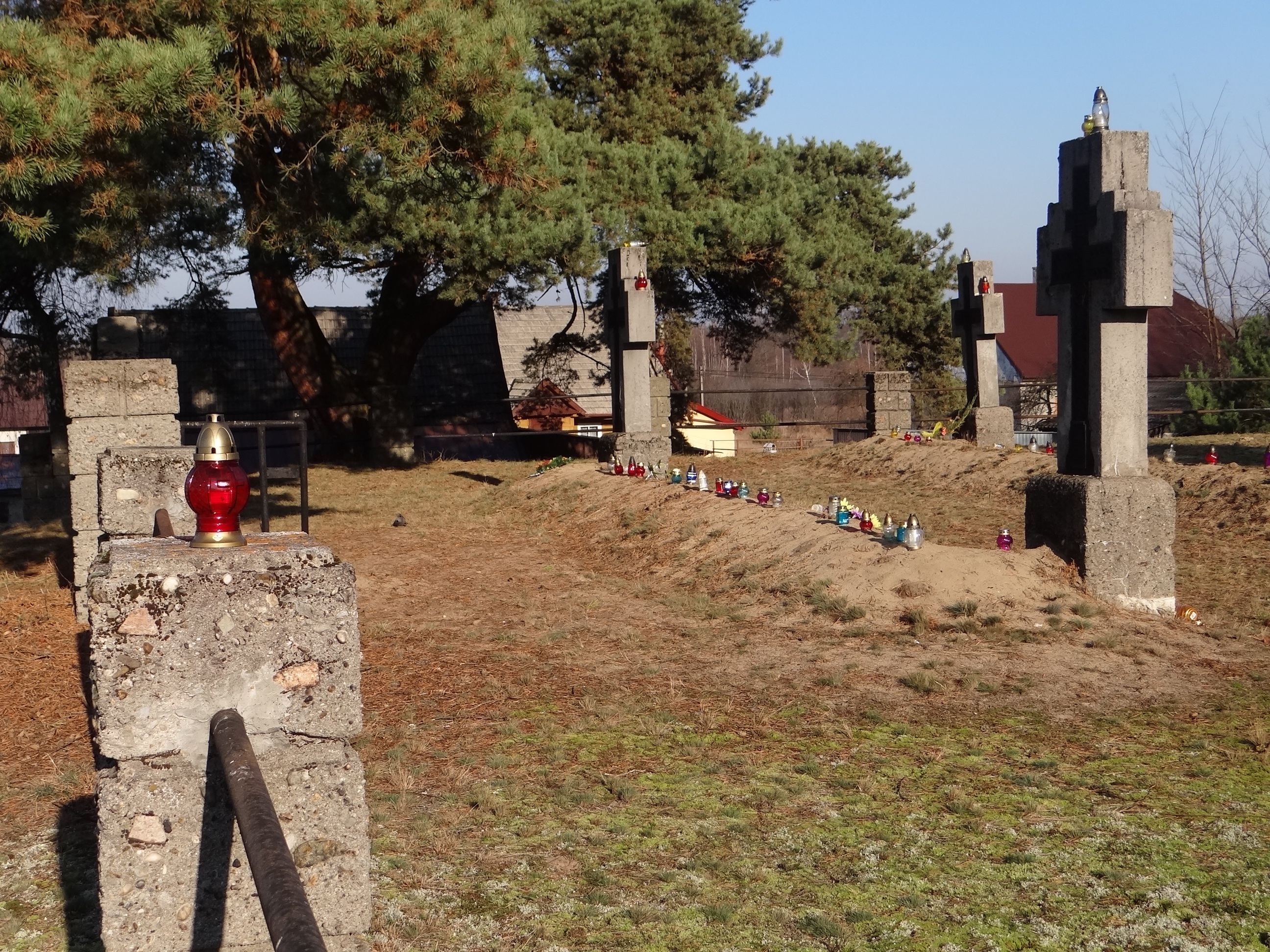
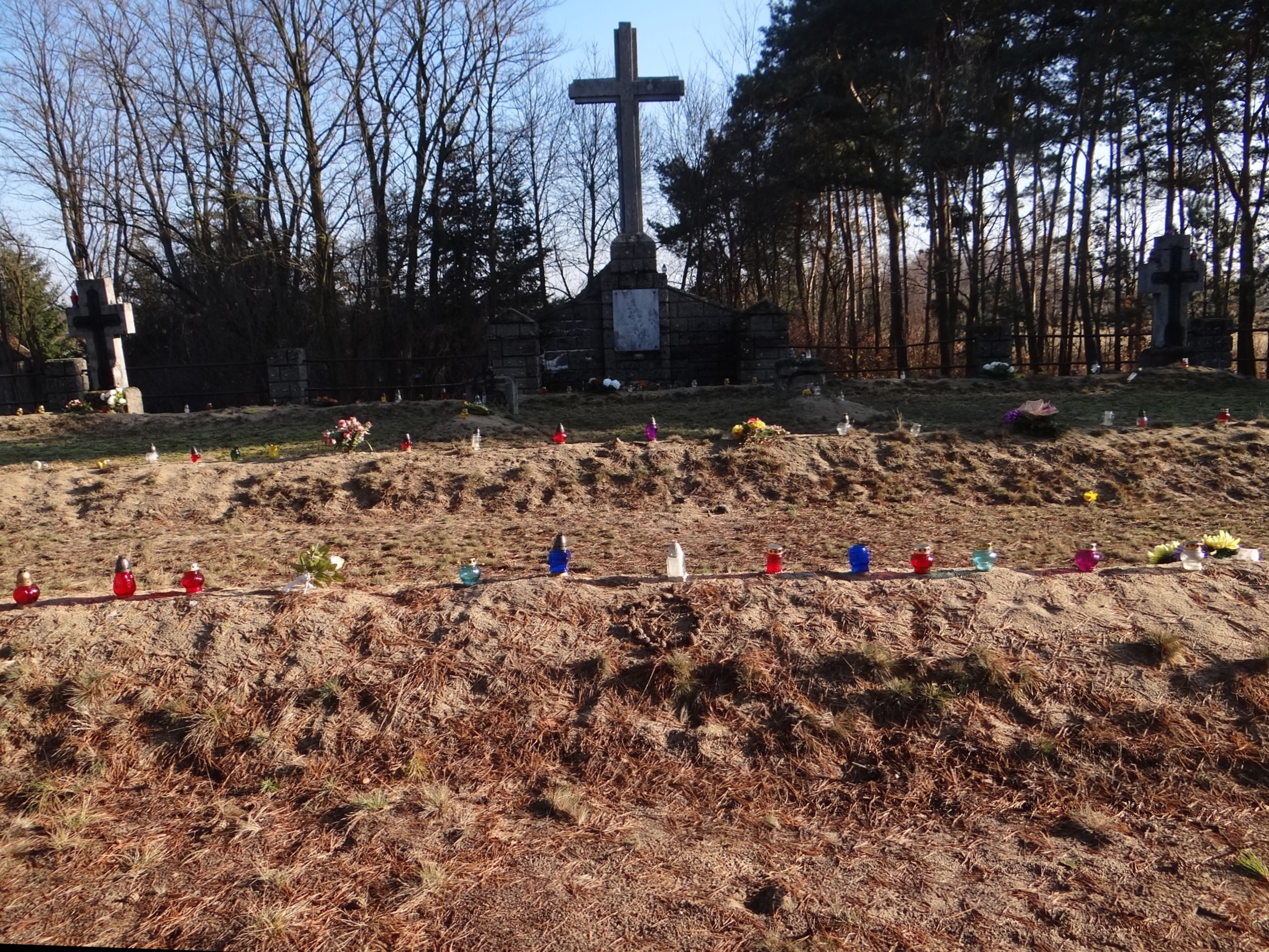
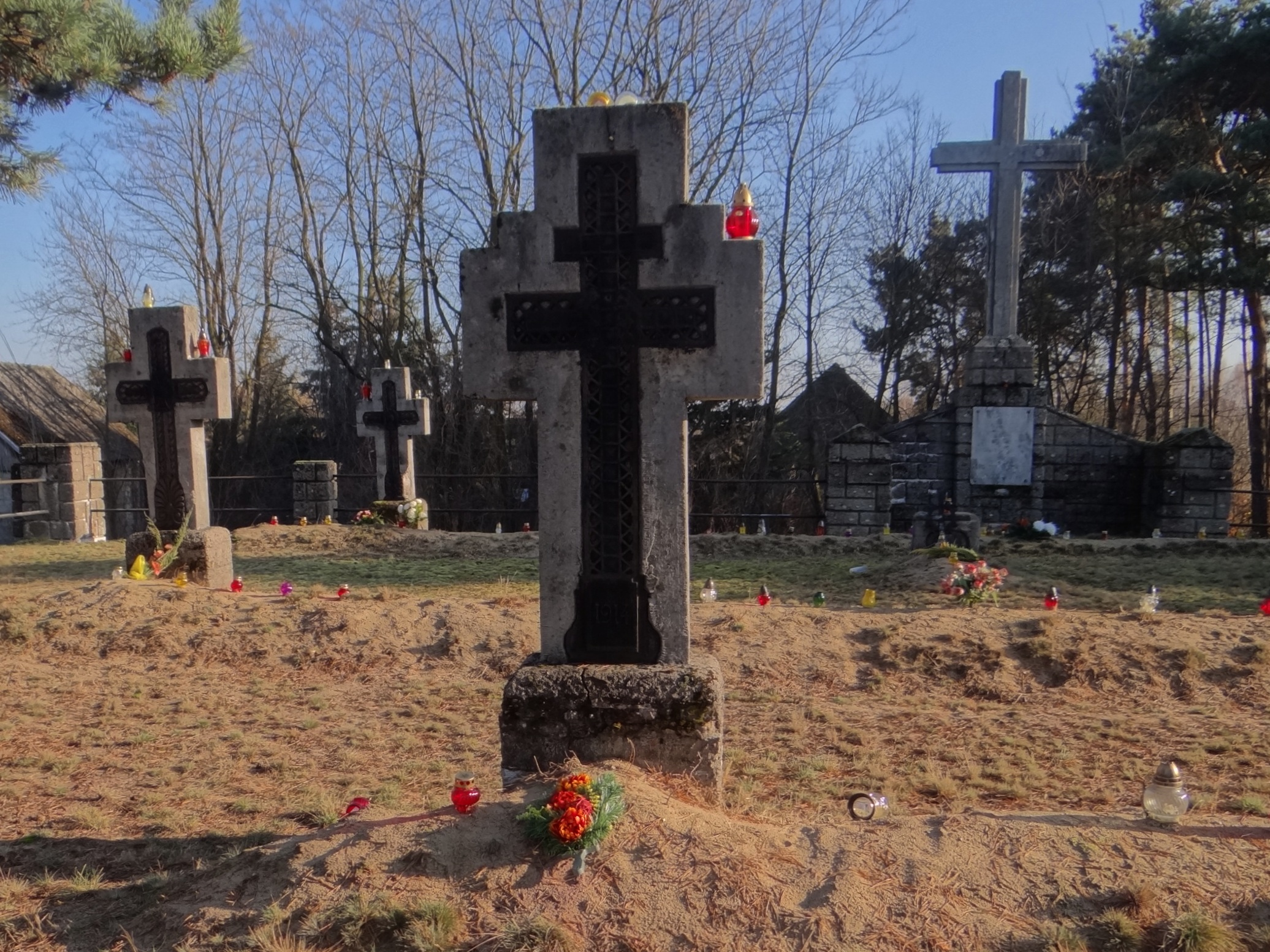
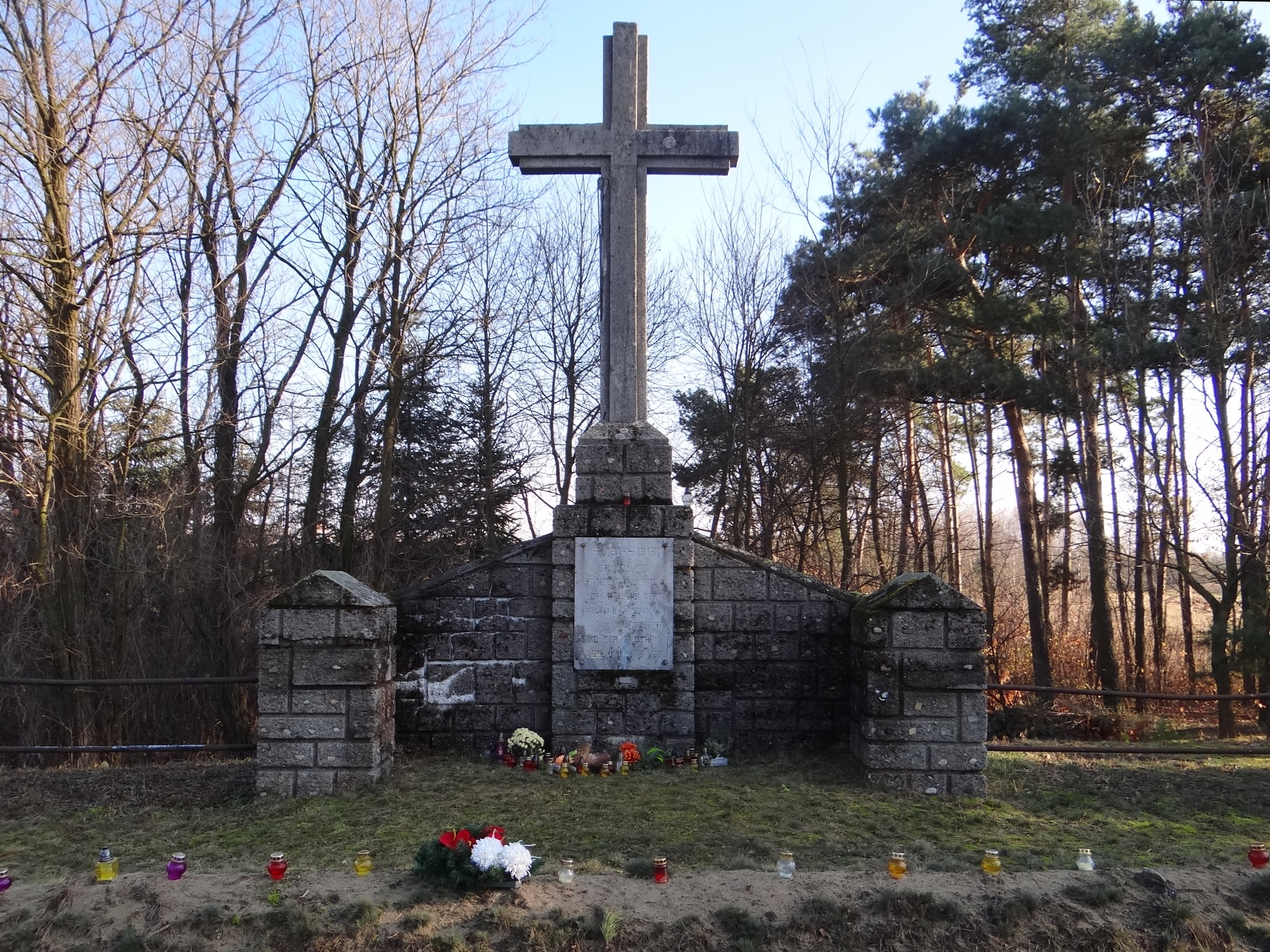